# Devotio
|  | Per a altres significats, vegeu «Devotio Moderna». |

La devotio era a la religió romana, una forma extrema del votum, (un jurament i l'ofrena que es fa en compliment d'aquest jurament).
En aquest jurament, un general romà feia vot de sacrificar la seva pròpia vida i la dels seus enemics a la batalla, per salvar el seu exèrcit i decidia consagrar aquestes vides als déus ctònics, a canvi de la victòria. Titus Livi va fer una descripció d'aquest ritual al parlar del sacrifici de Publi Deci Mus a la batalla del Vesuvi que es va fer contra la Lliga llatina.
Durant el segle I aC, la devotio podia significar, en general, qualsevol oració o ritual que entregava als deus ctònics una persona o cosa per a la seva destrucció.

## Descripció de Titus Livi
Titus Livi va descriure amb cert detall la fórmula de la pregària que s'usava per fer una devotio. Quan ell escrivia, era un moment en què les innovacions religioses d'August estaven barrejades amb l'antiga tradició de la pietas i es feia constant referència al mos maiorum. Però els aspectes arcaics de la descripció que fa suggereixen que no era una invenció, sinó que representava una fórmula tradicional que podria haver esta preservada als llibres oficials dels pontífex. El pontífex que assistia a l'acte dictava la fórmula. La sintaxi és repetitiva i inconnexa, a diferència de les pregàries que Ovidi, en forma literària, reprodueix en aquest període.
Les deïtats invocades pertanyien a les més antigues tradicions religioses de Roma. S'invocava a la tríada arcaica de Júpiter, Mart i Quirí. Livi fins i tot explica que posarà tot el seu esforç en descriure aquest ritual arcaic de la devotio perquè "la memòria de tot costum humà i religiós s'ha assecat davant la preferència per tot allò que és nou i estrany".
La pregària la va pronunciar Publi Deci Mus, cònsol l'any 340 aC, durant les guerres samnites, a la batalla del Vesuvi. Es va comprometre a oferir-se a si mateix com a sacrifici als déus infernals al moment d'entrar en batalla contra els llatins si veia la situació desesperada. El pontífex el va instruir en com s'havia de posar la toga pretexta, amb una part que cobrís el seu cap (capite velato) i, amb una mà que havia de sortir de sota la toga i tocar-se la barbeta. S'havia de situar sobre una llança col·locada sota els seus peus i pronunciar una fórmula ritual:
«Janus, Júpiter, Mars Pater, Quirí, Bel·lona, Lars, Divi Novensiles, Divi indigetes, i tots els déus que estenen el seu poder sobre nosaltres i sobre els nostres enemics, els déus Manes, us suplico, us venero, us demano el vostre favor i us prego que s'augmenti el nostre poder i l'èxit del poble romà ... Em pronuncio en aquests termes, ... i vull consagrar les legions i les tropes auxiliars de l'enemic i a mi mateix, als divins Manes i a Tellus». En veure l'exèrcit en perill, es va dirigir a la part on l'enemic era més fort, i va morir a la lluita.
Macrobi diu que el general que s'oferia tocava la terra mentre orava a Tellus i aixecava les seves mans a cel, al pronunciar el nom de Júpiter.

## La Devotio ibèrica
La devotio ibèrica era una variant que consistia en la consagració de la pròpia vida a un cabdill, a través de fórmules màgiques i religioses que es va desenvolupar entre els pobles de l'antiga Hispània. Tenia elements religiosos, segons els quals certes divinitats probablement infernals s'acontentarien amb la mort del que feia el jurament a canvi de la del cap. Hi havia un altre component, de tipus social, relacionat amb el clientelisme militar i s'establia només en períodes de guerra. Consistia en què els que havien fet el jurament, si el cap moria, es suïcidaven, perquè la seva mort era l'única forma d'expiació del delicte de no haver defensat el seu cabdill.